# Antoinette Tassaert
Antoinette Tassaert, ab 1793 Antoinette Beer (* 1768 in Paris; † 1822 in Berlin) war eine deutsch-französische Kupferstecherin, Malerin, Zeichnerin und Lehrerin.

## Leben
Antoinette Tassaert entstammte der französischen Künstlerfamilie Tassaert. Sie war eine Tochter des Bildhauers Antoine Tassaert und seiner Frau Marie Edmée Tassaert, geborene de Moreau (1736–1791). Sie kam mit ihren Eltern 1775 nach Berlin, bekam ihre erste Ausbildung bei ihrem Vater und eine akademische Ausbildung an der Akademie der Künste. Von 1787 bis 1820 beschickte sie die Akademieausstellungen mit Stichen in Punktmanier nach Cipriani, Johann Wilhelm Meil u. a. sowie nach eigenen Vorlagen und mit eigenen Miniaturgemälden. 1793 heiratete sie den Klarinettisten Joseph Beer, der 1812 starb. Danach unterhielt sie bis 1819 eine Zeichenschule in der Französischen Straße 19. Zu ihren Schülerinnen gehörte die Zeichnerin Marie von Zülow. Sie wohnte zuletzt im Haus ihres Neffen Louis Blesson, Sohn ihrer Schwester Sophie Tassaert, Unter den Linden 17. Antoinette Beer war „Mitglied der Akademie der Künste“.